# Beta-glucosidasi
La beta-glucosidasi è un enzima appartenente alla classe delle idrolasi, che agisce sui legami β-glicosidici dei polisaccaridi, idrolizzando i residui terminali di β-D-glucosio e generandone il rilascio. L'enzima presenta una buona specificità anche per residui di β-D-galattosidi, α-L-arabinosidi, β-D-xilosidi e β-D-fucosidi.
L'enzima è necessario per la digestione della cellulosa ed è dunque necessario per gli organismi (funghi o batteri) che la usano come fonte di energia.
Nell'uomo l'enzima ha localizzazione lisosomiale. La sua carenza è alla base della malattia di Gaucher.